# Günter Böttcher
Günter Böttcher (* 24. Juli 1954 in Kassel; † 4. Oktober 2012 in Bad Neustadt an der Saale) war ein deutscher Handballspieler und -trainer.

## Leben und Karriere
Böttcher wuchs in Böddiger auf, wo seine Familie einen Bauernhof betrieb, und absolvierte 1972 sein Abitur an der Geschwister-Scholl-Schule in Melsungen. Danach studierte er in Marburg die Fächer Sport und Geographie auf Lehramt. 1994 wurde er an der Universität Kassel mit seiner Dissertation Die Bedeutung der konditionellen Fähigkeiten im Hallenhandball promoviert.
Böttcher begann bei Eintracht Böddiger mit dem Handballspielen und wechselte später zum TSV Jahn Gensungen und anschließend in die Handball-Bundesliga zum TV Hüttenberg. 1979 kehrte er zum Erstligaaufsteiger TSV Jahn Gensungen zurück. Kurze Zeit nach seinem Wechsel erlitt der Rückraumspieler einen Kreuzbandriss und musste seine Karriere als aktiver Spieler beenden. Unmittelbar danach übernahm der 24-jährige das Training beim TSV Jahn Gensungen. Als Trainer agierte er danach von 1988 bis 1990 beim 1. SC Göttingen 05, bei der MT Melsungen und von 1993 bis 2006 bei der HSG Gensungen/Felsberg. Außerdem war er als Trainer in Bad Hersfeld und Rotenburg an der Fulda tätig. Göttingen führte er 1989 in die 2. Bundesliga Nord. Melsungen und Gensungen stiegen unter seiner Leitung jeweils in die 2. Bundesliga Süd auf. Zuletzt trainierte er von 2009 bis 2012 die HSG Zwehren/Kassel, mit der er den Aufstieg in die Landesliga schaffte.
In seiner Karriere in der deutschen Nationalmannschaft absolvierte Böttcher unter Trainer Vlado Stenzel insgesamt 36 Länderspiele. Bei den Olympischen Spielen 1976 in Montreal wurde er unter anderem zusammen mit Heiner Brand, Kurt Klühspies und Joachim Deckarm Vierter.
Böttcher arbeitete zuletzt als Dozent am Institut für Sport und Sportwissenschaft an der Universität Kassel.
Am 8. August 2012 hatte Böttcher einen schweren Autounfall, bei dem er Lungenquetschungen, Kopfverletzungen und Anbrüche von Wirbeln erlitt, und befand sich seitdem in einer Rehabilitationsklinik, davon die ersten Tage im Koma.
Am 4. Oktober 2012 tötete er sich in dieser Klinik selbst. Er hinterließ eine Frau und eine Tochter. Bereits im Herbst 2006 hatte er einen Sohn nach langer Krankheit verloren.